# Наследие (серия романов)
«Насле́дие» — серия из четырёх романов, написанная американским писателем Кристофером Паолини. В серию входят книги «Эрагон», «Эрагон. Возвращение», «Эрагон. Брисингр» и последняя книга «Эрагон. Наследие», которая вышла в 2011 году в Америке (российское издание книги от издательства РОСМЭН вышло в марте 2012 года). Началом тетралогии стал роман «Эрагон», изданный Альфредом Кнопфом в 2003 году и позднее экранизированный. Все четыре книги возглавляли рейтинги продаж в Великобритании.
В интервью 30 октября 2007 Кристофер Паолини заявил, что книга «Эрагон. Брисингр» будет не последней в серии.
Серия описывает приключения юноши по имени Эрагон в вымышленной стране Алагейзии.

## Описание книг

### Эрагон (Eragon)
Эрагон — мальчик, живущий в деревне под названием Карвахолл. Отправившись на охоту, он случайно становится обладателем таинственного камня-яйца, не подозревая, что этот камень давно ищут жестокие ургалы, хитрые раззаки и другие подданные короля-лицемера Гальбаторикса. Эрагон лишь со временем узнает, что из камня-яйца должен вылупиться дракон, способный повлиять на судьбу империи.
Сюжет романа изобилует схватками, погонями, пленением героя, его побегом. «Эрагон» — первая книга тетралогии, финал которой венчает глобальное сражение с ургалами при городе Фартхен Дуре — одном из городов гномов и варденов.

### Возвращение (Eldest)
"Враг сражен, но не повержен…"
Лишь счастливая случайность помогла Эрагону заставить армию темного короля Гальбаторикса отступить. Но, чтобы одержать полную победу над войсками Империи, одной удачи мало. Эрагон и его верный дракон Сапфира должны отправиться в столицу эльфийского королевства — загадочную Эллесмеру. Только здесь он сможет научиться управлять своей волшебной силой и усовершенствовать владение мечом. Юный драконий Всадник не знает, что легендарный город хранит не только секреты мастерства, но и тайну наследия Всадников — магический Дар Драконов…

### Брисингр (Brisingr)
В урочный час, когда тебе понадобится оружие, ищи его под корнями дерева Меноа (Солембум)
В третьей книге тетралогии «Брисингр» легендарный Всадник Эрагон продолжает сражаться с имперцами и раззаками, беззаветно служить варденам и народу Алагейзии и учиться у гномов и эльфов. А в трудную минуту вспоминает своего наставника Брома. Вот только Бром, оказывается, не просто наставник… Тайну эту до поры до времени хранила даже верная дракониха Сапфира. Итак, Эрагон и Роран отправляются в Хелгринд к раззакам, чтобы спасти Катрину. Удастся ли им освободить Катрину? …и затем победить Гальбаторикса?

### Наследие (Inheritance)
Армия варденов при поддержке Эрагона, Сапфиры и эльфов Эллесмеры берёт один город Империи за другим и наконец подступает к Урубаену — столице и резиденции Гальбаторикса. Эрагон открывает тайну сверхъестественной силы Гальбаторикса, вступает в его дворец и сражается с безумным королём. Муртаг, до того противостоявший Эрагону по воле Гальбаторикса, в решающий момент выступает на стороне сводного брата. Эрагон находит способ одолеть Гальбаторикса в битве разумов. Король и его дракон гибнут, дворец разрушается, а вардены и их союзники обсуждают будущее Империи и всей Алагейзии. Раскрывается судьба третьего драконьего яйца, которое хранилось в Урубаене. Эрагон принимает решение уйти из Алагейзии, как было ему предсказано колдуньей Анжелой. В книге раскрывается большая часть сюжетных тайн.

## Экранизации
Первый роман тетралогии, «Эрагон», был экранизирован в 2006 году режиссёром Стефаном Фангмейером. Рассматривается возможность съёмок второй части.
См подробнее в «Эрагон (фильм)»

## Критики о тетралогии «Наследие»
Цикл подвергался обвинениям в заимствованиях идей других авторов и чрезмерной стереотипности. Отмечались явные параллели с оригинальной трилогией «Звёздные Войны», творчеством Джона Толкина и Энн Маккефри.